# Wabasso Beach
Wabasso Beach es un lugar designado por el censo ubicado en condado de Río Indio en el estado estadounidense de Florida. En el Censo de 2010 tenía una población de 1.853 habitantes y una densidad poblacional de 581,19 personas por km².

## Geografía
Wabasso Beach se encuentra ubicado en las coordenadas 27°45′26″N 80°24′1″O / 27.75722, -80.40028. Según la Oficina del Censo de los Estados Unidos, Wabasso Beach tiene una superficie total de 3.19 km², de la cual 3.15 km² corresponden a tierra firme y (1.3%) 0.04 km² es agua.

## Demografía
Según el censo de 2010, había 1853 personas residiendo en Wabasso Beach. La densidad de población era de 581,19 hab./km². De los 1853 habitantes, Wabasso Beach estaba compuesto por el 98.76% blancos, el 0.16% eran afroamericanos, el 0% eran amerindios, el 0.65% eran asiáticos, el 0% eran isleños del Pacífico, el 0.11% eran de otras razas y el 0.32% pertenecían a dos o más razas. Del total de la población el 1.67% eran hispanos o latinos de cualquier raza.